# Citernes antiques de Trémonday
Les citernes antiques de Trémonday sont des citernes situées à Batz-sur-Mer, dans le département français de la Loire-Atlantique.

## Localisation
Les citernes sont situées sur la commune de Batz-sur-Mer, dans le département de la Loire-Atlantique.

## Historique
Le monument est inscrit au titre des monuments historiques en 1918.